# 橫山石蟾蜍
24°42′27″N 121°08′40″E / 24.707552°N 121.144370°E
橫山石蟾蜍，是位於臺灣新竹縣橫山鄉油羅溪的巨石，型如趴臥河床的蟾蜍，有化為妖怪的傳說。

## 景觀
新竹縣尖石鄉到橫山鄉之間的油羅溪有三顆著名的巨石，指的是尖石岩、青蛙石、蟾蜍石。其中蟾蜍石位在橫山鄉一家農莊餐廳旁，模樣如趴臥在河床的蟾蜍。
2001年6月7日，新竹縣長林光華到橫山鄉田寮村踏勘觀光資源時，田寮社區理事長張良主推薦蟾蜍石等可作自然景觀。2004年艾利颱風後，豐田村居民李傳興發現蟾蜍石外形已改變，尤其右大腿有明顯的變形，便呼籲相關單位能設法維護，以免消失。

## 傳說
依文史工作者吳有忠採集的當地傳說：是光緒年間時一群人來此採集石塊，其中一人將小便撒在蟾蜍石上。當天夜裡，蟾蜍石突然動了起來，使附近居民恐懼。第二天清早，眾人結伴前觀察，但無異狀，而耆老仍指稱日後一定會有事。第三天夜晚，村內的一隻水牛在蟾蜍石附近失蹤。村民協尋時，此顆巨石忽然張開大嘴，把人吞了下去。地方請來法師作法鎮壓，從此石蟾蜍不再為害。
另一傳說與尖石鄉水田部落的烏龜石相似，為蟾蜍石曾吞食一整班的日本兵，因此被日軍砲擊。此類傳說被認為是北埔事件、李崠山事件後，當地人以此傳說抒發心理。